# Club de Futbol Obispado
Il Club de Futbol Obispado è una società calcistica con sede a Blanes in Catalogna, in Spagna.
Gioca nella Territorial Segona de Cataluña.